# IIIe gouvernement constitutionnel portugais
IIIe République portugaise
IIe constitutionnel IVe constitutionnel
Le IIIe gouvernement constitutionnel (en portugais : III Governo Constitucional) est le gouvernement de la République portugaise entre le 29 août et le 22 novembre 1978, sous la Ire législature de l'Assemblée de la République.
Il est dirigé par l'indépendant Alfredo Nobre da Costa, directement choisi par le président António Ramalho Eanes. Il succède au IIe gouvernement constitutionnel, alors sous l'autorité du socialiste Mário Soares. Il est remplacé par le IVe gouvernement constitutionnel, sous la direction du libéral Carlos Mota Pinto, également désigné par initiative présidentielle.

## Historique du mandat
Dirigé par le nouveau Premier ministre indépendant Alfredo Nobre da Costa, ancien ministre de l'Industrie, ce gouvernement est constitué de technocrates. Il bénéficie du soutien du Parti social-démocrate (PPD/PSD). Seul, le PPD/PSD dispose de 73 députés sur 263, soit 27,8 % des sièges de l'Assemblée de la République.
Il est formé à la suite de la destitution du Premier ministre socialiste Mário Soares, au pouvoir depuis juillet 1976. 
Il succède donc au deuxième gouvernement constitutionnel, constitué et soutenu par le Parti socialiste (PS) et le Parti du centre démocratique et social (CDS).

### Formation
Le 9 août 1978, deux semaines après avoir destitué Mário Soares, le président de la République António Ramalho Eanes annonce aux partis politiques la nomination à venir du technocrate Alfredo Nobre da Costa au poste de Premier ministre. Bien que surpris par ce choix dont il n'avait jamais été question lors des échanges avec le chef de l'État, le PPD/PSD confirme son intention de soutenir le nouveau cabinet, tandis que le Parti communiste portugais (PCP) et l'Union démocratique populaire (UDP) s'y opposent, et que le PS dit vouloir attendre la liste des ministres et le contenu du programme avant de se prononcer.
Nobre da Costa présente à Eanes sa liste de 14 ministres le 28 août 1978, jour de sa prise de fonction en tant que chef de l'exécutif, après avoir tenté sans succès de convaincre les différents partis de lui apporter leur soutien. Le IIIe gouvernement constitutionnel est assermenté le lendemain : il compte notamment trois ministres clairement situés à gauche tandis que le ministère de l'Intérieur est confié à un proche du chef de l'État,.

### Succession
Le 14 septembre, l'Assemblée de la République adopte une motion de rejet du programme gouvernemental déposée par le PS, et fait tomber le gouvernement. Si les communistes font le choix de l'abstention et les libéraux (ainsi que deux anciens socialistes) apportent leur soutien au cabinet en s'opposant au texte des socialistes, ces derniers obtiennent l'appui des chrétiens-démocrates, de l'extrême gauche et de six indépendants (dont cinq anciens socialistes). Mário Soares appelle le chef de l'État à ne pas chercher à contourner les partis politiques, mais aucune solution ne semble envisageable puisque les différentes formations n'ont aucune intention de gouverner ensemble.
Plus de cinq semaines plus tard, le 26 octobre, le président Eanes annonce le remplacement de Nobre da Costa par l'ancien ministre et ancien dirigeant du PPD/PSD Carlos Mota Pinto, avec l'objectif d'obtenir l'investiture du Parlement et non de mettre sur pied un gouvernement transitoire jusqu'à des élections anticipées. Il présente trois semaines plus tard le IVe gouvernement constitutionnel.

## Composition
| Fonction                                      | Titulaire | Titulaire                 | Parti |
| --------------------------------------------- | --------- | ------------------------- | ----- |
| Premier ministre                              |           | Alfredo Nobre da Costa    | Sans  |
| Ministre de la Défense nationale              |           | Mário Firmino Miguel      | Sans  |
| Ministre adjoint du Premier ministre          |           | Carlos Costa Freitas      | Sans  |
| Ministre des Finances et du Plan              |           | José da Silva Lopes       | Sans  |
| Ministre de l'Intérieur                       |           | António Gonçalves Ribeiro | Sans  |
| Ministre de la Justice                        |           | Mário Raposo              | Sans  |
| Ministre des Affaires étrangères              |           | Carlos Corrêa Gago        | Sans  |
| Ministre de l'Agriculture et de la Pêche      |           | Apolinário Vaz Portugal   | Sans  |
| Ministre de l'Industrie et de la Technologie  |           | Fernando Santos Martins   | Sans  |
| Ministre du Commerce et du Tourisme           |           | Pedro Pires de Miranda    | Sans  |
| Ministre du Travail                           |           | António da Costa Leal     | Sans  |
| Ministre de l'Éducation et de la Culture      |           | Carlos Lloyd Braga        | Sans  |
| Ministre des Affaires sociales                |           | Acácio Pereira Magro      | Sans  |
| Ministre des Transports et des Communications |           | Amílcar Marques           | Sans  |
| Ministre du Logement et des Travaux publics   |           | João Almeida Pina         | Sans  |